# 資訊系統建置
資訊系統建置（System Development）意指所有產生資訊系統的解決方案，目的在於解決組織問題或提供發展機會的活動。這些活動包含系統分析、系統設計、程式設計、系統測試、系統轉換、系統上線及系統維護。系統建置的活動通常依循序方式發生，但某些活動可能會重複，某些可能同時發生，視被採用的系統建構方法而定。